# 帕塔普斯科站
帕塔普斯科站（英語：Patapsco station）是巴爾的摩輕軌的車站之一，本站位於帕塔普斯科大道，因而得名。在1992年9月到1993年4月期間，本站是輕軌的終點站，後來輕軌延伸至林西肯站。
本站有216個停車位供通勤旅客使用。其中有些可以隔夜停車。
帕塔普斯科站是馬里蘭交通管理局數條巴士路線的轉乘站。14、17、51、77號線以本站為總站，而16號線也行經本站。
本站原先是巴爾的摩與安納波利斯鐵路的北端；該鐵路與巴爾的摩與俄亥俄鐵路的寇蒂斯灣支線相連接。 

## 外部連結
- Schedules
- Station portal (local train and bus times)